# Stazione di Piediluco
La stazione di Piediluco è una ex stazione ferroviaria posta sulla linea Terni-Sulmona. Serviva il centro abitato di Piediluco, frazione del comune di Terni, nonché l'omonimo lago.

## Storia

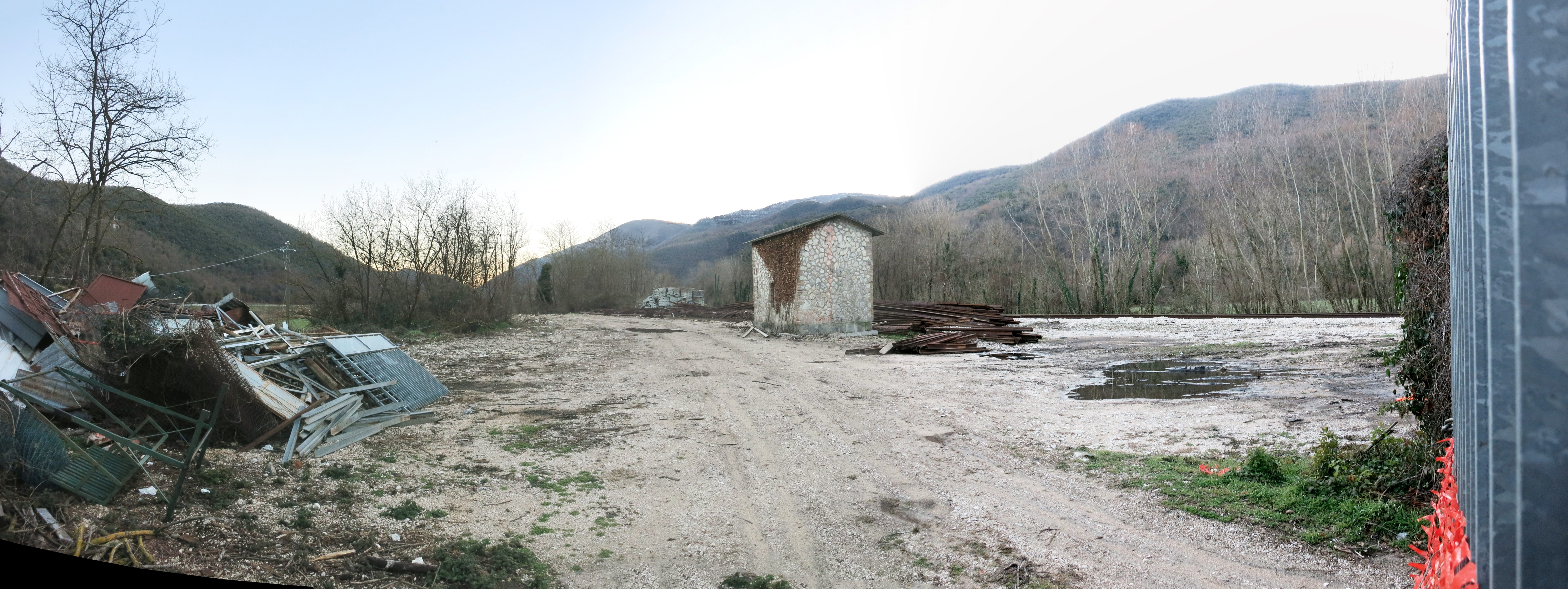
L'ex scalo merci nel 2017

La stazione di Piediluco fu inaugurata il 28 ottobre 1883, con l'apertura al traffico del tratto della linea da Rocca di Corno a Terni.
La stazione si trovava lungo la strada provinciale 62 della stazione di Piediluco, a circa un chilometro dalla sponda del lago e a quattro chilometri dal paese.
Nel corso della seconda guerra mondiale la stazione fu bombardata. Il fabbricato viaggiatori, andato distrutto, fu ricostruito nel dopoguerra su progetto del noto architetto Roberto Narducci.
Con l'orario estivo del 1º giugno 1980, la stazione fu soppressa e l'impianto venne chiuso all'esercizio e lasciato in abbandono.